# Incisa Scapaccino
Incisa Scapaccino är en ort och kommun i provinsen Asti i regionen Piemonte i Italien. Kommunen hade 2 186 invånare (2018).